# Nokia 3500 Classic
Nokia 3500 Classic (сокращённо Nokia 3500c) — трёхдиапазонный мобильный телефон фирмы Nokia, выпущенный в июне 2007 года. Является имиджевым телефоном среднего класса. Поставляется в корпусе одного из четырёх цветов: серый, розовый, оранжевый, синий. При этом передняя панель телефона всегда чёрная (цветными, как правило, являются боковые части, задняя панель, окантовка клавиши Nokia Navi и межклавишная подсветка. Боковая часть и задняя панель могут быть также и чёрного цвета). Телефон имеет цельнометаллическую окантовку, защищающую экран от царапин.

## Преимущества телефона
При сравнительно небольшой цене телефон имеет относительно привлекательный дизайн, приятное на ощупь покрытие, двухмегапиксельную камеру (без вспышки), слот для flash-карт microSD размером до 2 ГБ, высокоскоростной интернет EDGE, FM-радио и мощный динамик на заднем корпусе.

## Недостатки телефона
Телефон имеет сравнительно небольшое время работы в режиме разговора/ожидания (около 3 часов в режиме разговора и 280—300 часов в режиме ожидания) и небольшое количество встроенной памяти (8,5 МБ), относительно маленький экран и, у большинства моделей, быстро западает клавиша уменьшения громкости.